# プシェミスウ1世

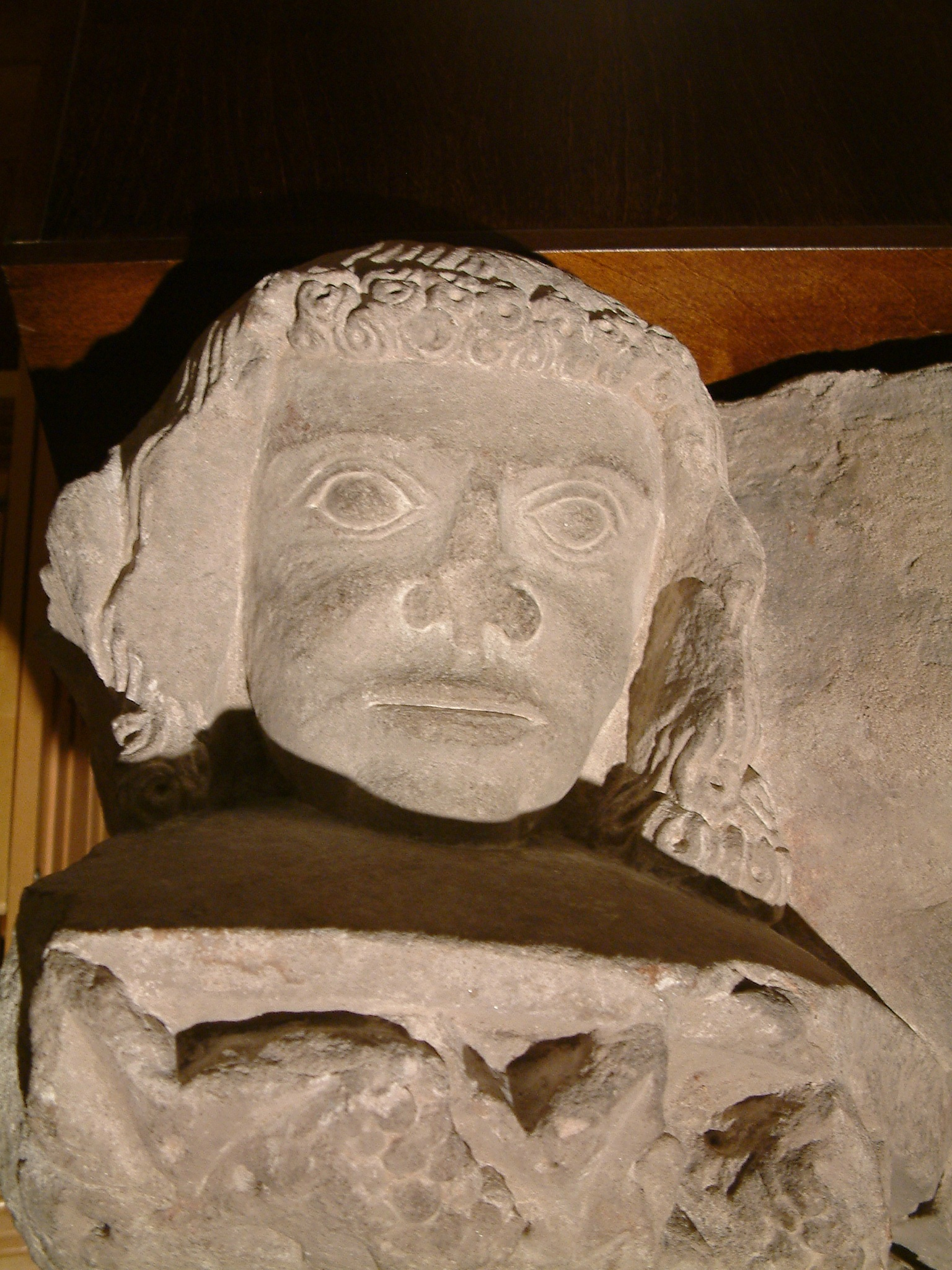
ポズナンの教会にある要石、プシェミスウ1世の顔だと信じられている

プシェミスウ1世（ポーランド語：Przemysł I、1220年6月5日/1221年6月4日 - 1257年6月4日）は、ヴィエルコポルスカ公。ウィシチェ公（在位：1239年 - 1241年）、弟ボレスワフと共にヴィエルコポルスカ公（在位：1241年 - 1247年）、ポズナン＝グニェズノ公（在位：1247年 - 1249年）、ポズナン＝カリシュ公（在位：1249年 - 1250年）、単独のヴィエルコポルスカ公（在位：1250年 - 1253年）、ポズナン公（在位：1253年 - 1257年）。

## 生涯
ヴィエルコポルスカ公ヴワディスワフ・オドニツと、東ポモジェ公ムシチュイ1世の娘ヤドヴィガの間に長男として生まれた。父の死後、プシェミスウは父の支配していたヴィエルコポルスカの一部を相続し、ウィシチェ公となった。その後、彼はヴィエルコポルスカの他の地域を回復することに努めた。1241年、シロンスク公ヘンリク2世（敬虔公）がレグニツァの戦いで戦死すると、プシェミスウ1世と弟のボレスワフはポズナン公国とグニェズノ公国を入手し、さらにはヘンリク2世によって一時的に支配されていたヴィエルコポルスカも回復することが出来た。
1244年、プシェミスウ1世はヘンリク2世の娘エルジュビェタと結婚した。この時、オポーレ公ヴワディスワフからカリシュを返還された。1247年、プシェミスウ1世はポズナン＝カリシュ公となったが、地元の貴族に嫌われてカリシュを弟ボレスワフに譲渡した。また、ヘンリク2世の長男ボレスワフ2世からサントクを奪い、ポズナン司教ボグファウ2世と同盟関係を築いた。1249年には弟と領地を交換し、グニェズノを譲って再びポズナン＝カリシュ公となった。1250年、理由は不明だが、プシェミスウ1世は弟ボレスワフを逮捕して、単独でヴィエルコポルスカ（ポズナン、グニェズノ、カリシュ）公となった。1253年にボレスワフを釈放、カリシュ＝グニェズノ公とした。
プシェミスウ1世は1254年5月8日にクラクフで執り行われたシュチェパヌフのスタニスラウスの列聖式に出席した。対外的には、ポーランド北西部を領するプシェミスウは西隣のブランデンブルクの強大化を憂慮していた。3年後の1257年にポズナンで亡くなり、ボレスワフがヴィエルコポルスカ公を継承した。

## 子女
妻エルジュビェタとの間に1男4女をもうけた。
1. コンスタンツィア （1245年/1246年 - 1281年） - 1260年、ブランデンブルク辺境伯コンラートと結婚
2. エウフロジナ（1253年 - 1298年2月17日） - トシェブニツァの聖クララ修道院院長
3. アンナ（1253年 - 1295年6月26日以後） - オヴィンスカの女子修道院長
4. エウフェミア（1253年 - 1298年9月5日） - ヴロツワフの聖クララ修道院修道女
5. プシェミスウ2世（1257年10月14日 - 1296年2月8日）